# Elisa Seydel
Elisa Maria Seydel (* 17. November 1978 in Meerbusch) ist eine deutsche Schauspielerin. Sie studierte am Max Reinhardt Seminar in Wien. Ihre Rollenlehrer waren Klaus Maria Brandauer und Susanne Granzer. Danach war sie zunächst als Ensemblemitglied, dann als Gast, von 2002 bis 2009 am Burgtheater Wien tätig.

## Theaterrollen
- Anarchie Macbeth, Theater am Petersplatz garage-x, Wien, Regie: Ali M. Abdullah
- Flaneur of Fear, Regie: Dominic Oley
- Abfall Bergland Cäsar, Regie: Carina Riedl
- Ich habe King Kong zum Weinen gebracht, Regie: Robert Lehniger
- Es ist Zeit. Abriss, Regie: Rudolf Frey
- Häuser gegen Etuis von René Pollesch, Burgtheater, Wien, Regie: René Pollesch
- Die Frau von früher von Roland Schimmelpfennig, Burgtheater Wien, Regie: Stephan Müller (eingeladen zu den Autorentagen Mülheim, Gastspiel Thalia Theater Hamburg 2005)
- Das Werk von Elfriede Jelinek, Burgtheater Wien, Regie: Nicolas Stemann (eingeladen zum Theatertreffen Berlin, Autorentage Mülheim, Gastspiel am Hamburger Thalia Theater, Gastspiel bei den Salzburger Festspielen und Nationaltheater Prag 2004)
- Der Narr und seine Frau heute abend in Pancomedia von Botho Strauß, Regie: Dieter Giesing
- Krankheit der Jugend von Ferdinand Bruckner, Burgtheater Wien, Regie: Albert Lang
- Spiel im Berg von Felix Mitterer, Regie: Klaus Maria Brandauer
- Hippolytos von Euripides, Max Reinhardt Seminar, Wien, Regie: Sebastian Hirn
- Leonce und Lena von Georg Büchner, Max Reinhardt Seminar, Wien, Regie: Sebastian Hirn (eingeladen zu den Wiener Festwochen. Gastspiel am Staatstheater Stuttgart)

## Filmografie
- Der Chinese, Regie: Peter Keglevic
- Der Winzerkönig, Regie: Holger Barthel
- Verrückt nach Klara, Regie: Sven Bohse
- Doppelter Einsatz, Regie: Peter Patzak
- Die Familienanwältin, Regie: Christoph Schnee
- SOKO 5113, Regie: Bodo Schwarz
- Zwei Weihnachtshunde, Regie: Lennard Krawinkel
- Es kommt noch dicker (Folge Blackout)